# Clyde (Ohio)
Clyde é uma cidade localizada no estado norte-americano de Ohio, no Condado de Sandusky.

## Demografia
Segundo o censo norte-americano de 2000, a sua população era de 6064 habitantes.
Em 2006, foi estimada uma população de 6164, um aumento de 100 (1.6%).

## Geografia
De acordo com o United States Census Bureau tem uma área de
11,5 km², dos quais 11,4 km² cobertos por terra e 0,1 km² cobertos por água. Clyde localiza-se a aproximadamente 223 m acima do nível do mar.

## Localidades na vizinhança
O diagrama seguinte representa as localidades num raio de 16 km ao redor de Clyde.